# Tamás Kádár
Tamás Kádár (* 14. März 1990 in Veszprém) ist ein ungarischer Fußballspieler. 

## Verein
Im Sommer 2006 wechselte Kádár aus der U-19 in den Profibereich von Zalaegerszegi TE FC. Sein Debüt in der Nemzeti Bajnokság, der 1. Liga in Ungarn gab er am 11. November 2006, dem 13. Spieltag. Beim 1:1 gegen Dunakanyar Vác FC, kam er zur 2. Halbzeit in die Partie. 
Zur Saison 2008/09 wechselte nach England zu Newcastle United. Mit Newcastle wurde er ein Jahr später Meister in der Football League Championship, der 2. Liga in England. In der darauffolgenden Saison, kam er in der Premier League jedoch zu keinem Einsatz. In dieser Spielzeit, kam er erstmals für die U-21 in der Premier Reserve League zum Einsatz. Im Januar 2011 wurde Kádár an Huddersfield in die Football League One, der 3. Liga in England, ausgeliehen. 
Am 7. August 2012 wechselte er zu Roda Kerkrade in die Niederlande. Kádár bestritt einige Spiele für Roda in der höchsten niederländischen Spielklasse, der Eredivisie. Ende Januar 2013 wechselte er auf Leihbasis zurück in seine ungarische Heimat zu Diósgyőri VTK. Nach Ablauf der Leihe im Juni 2013 kehrte er nicht nach Kerkrade zurück und wurde stattdessen fest von Diósgyőri VTK verpflichtet. 
Nachdem Diósgyőri VTK die Saison 2013/14 auf Platz fünf beendete, rückten sie in die Qualifikation für den internationalen Wettbewerb nach. Der Pokalfinalist Újpest Budapest erhielt von der UEFA keine Teilnahmelizenz. So debütierte Kádár in der Saison 2014/15 zum ersten Mal im internationalen Vereinsfußball. In der Qualifikation für die UEFA Europa League 2014/15 kam er in der 1. Runde gegen FC Birkirkara aus Malta zum Einsatz. 
Seit Januar 2015 steht Kádár bei Lech Posen in Polen unter Vertrag. Gleich in seiner ersten Saison gewann er mit Posen die Ekstraklasa und gehörte somit zur Meistermannschaft in Polen. Er besitzt einen gültigen Vertrag bis zum 30. Juni 2016 bei Lech Posen.
Kádár wechselte im Februar 2017 zu Dynamo Kiew. Die Ablösesumme lag bei 2,5 Millionen Euro. Hier spielte er bis Februar 2020, ehe er nach China in die Chinese Super League zu Shandong Luneng Taishan wechselte. Von dort wurde er ein Jahr später bis zum Saisonende an den Ligarivalen Tianjin Teda verliehen.

## Nationalmannschaft
Kádár absolvierte Spiele für die U-17, U-19 und U-21 von Ungarn. Sein Debüt für die A-Nationalmannschaft bestritt er am 17. November 2010. Beim 2:0-Erfolg gegen Litauen kam er zur 2. Halbzeit für Zsolt Laczkó ins Spiel.
Bei der Fußball-Europameisterschaft 2016 in Frankreich wurde er in das Aufgebot Ungarns aufgenommen und stand in den ersten beiden Spielen gegen Österreich und gegen Island in der Stammelf. Da das Team bereits für das Achtelfinale qualifiziert war, wurden er und drei weitere Spieler, die bereits eine Gelbe Karte bekommen hatten, im letzten Gruppenspiel geschont. Im K.-o.-Spiel gegen Belgien kehrte er in die Abwehrkette zurück. Das Ergebnis lautete 0:4 und Ungarn schied aus.

## Erfolge
- EM-Teilnahme: 2016
- Meister und Aufstieg in die Premier League: 2010
- Polnischer Meister: 2015
- Polnischer Supercup: 2015, 2016